# آندریا رینالدی
آندریا رینالدی (انگلیسی: Andrea Rinaldi; ۲۳ ژوئن ۲۰۰۰ – ۱۱ مهٔ ۲۰۲۰) بازیکن فوتبال اهل ایتالیا بود.
از باشگاه‌هایی که در آن بازی کرده‌است می‌توان به باشگاه فوتبال آتالانتا اشاره کرد.